# Portada/article juny 1

## Setge
Un setge és l'acció militar consistent a envoltar amb gent armada un lloc per combatre'l, privar-lo de comunicacions i apoderar-se'n. Posar setge implica el bloqueig militar prolongat d'una fortalesa, al qual pot seguir-ne l'assalt, amb l'objectiu de la seva conquesta mitjançant la força o el desgast. Té lloc quan un atacant es troba amb una ciutat o fortalesa que rebutja la rendició i no pot ser presa fàcilment mitjançant un assalt frontal. Normalment comporta la marrada de l'objectiu i el bloqueig de les línies d'abastament, si cal ajudats amb maquinària de setge, bombardeig d'artilleria i la construcció de túnels subterranis per reduir les fortificacions. El terme prové del llatí sĕdĭcum, "seient", derivat de sĕdēre, "seure".
Al llarg de la història, els setges probablement sorgeixen paral·lelament al desenvolupament de les ciutats i els grans centres de població. Les ciutats antigues de l'Orient Mitjà, per exemple, ja mostren restes arqueològiques de muralles fortificades. Durant el període dels Regnes Combatents a la Xina, hi ha proves tant textuals com arqueològiques de setges prolongats.